# Мезецкий, Василий Семёнович
Князь Василий Семёнович Мезецкий — голова, воевода, наместник на службе у московского князя Василия III и царя Ивана IV Грозного.
Князь из рода Мезецких (верховские князья). Младший сын удельного князя Мезецкого и боярина Семёна Романовича, перешедшего на службу московскому князю Ивану III от литовского князя. Имел братьев Андрея, Ивана Семейку, Петра и Фёдора. Имел троих сыновей: Михаила, Андрея и Ивана.

## Биография
При нашествии Мегмет-Гирея голова в полку на Угре (1521). Третий воевода на Сенкине броде через реку Оку (март 1529). В Рязани, за городом, 2-й воевода передового полка (июль 1531). Послан в Серпухов, в дополнение к другим воеводам, оборонявшим переправы через Оку (1532). Послан 5-м воеводой в Белёв, где стоял в охранении на реке Бобрик (май 1533). Второй воевода в Путивле (1534). Наместник в Путивле (1534).
В составе посольства в Крымское ханство к царю Исламу для заключения союза, находился с Большой казной (1535). Воевода полка левой руки под Коломной (1540). При походе на Русь Сагиб-Гирея послан с полком левой руки из Коломны к Белёву на берег Оки, преследуя хана спас Пронск от осады (август 1541). Наместник Стародубский (1544). В государевом походе к Коломне 2-й воевода левой руки (февраль 1547). Второй воевода полка левой руки под Каширой (1547). Второй воевода, ходил из Нижнего Новгорода на Казань с полком левой руки (1548). Числился по Можайску, по 2-й статье, пожалован в состав московского дворянства (1550). Сопровождал астраханского хана Дервиш-Али в Москву (конец 1551). Послан из Мурома к Казани, как второй воевода сторожевого полка впереди основного войска (апрель 1552), участвовал в взятии Казани. Назначен на год воеводой в Свияжск (1553). Второй воевода полка левой руки в Кашире (1555).